# Centro médico del parque Jerudong
El Centro médico del parque Jerudong es el principal hospital privado y especializado en el país asiático de Brunéi.
El Centro está situado en la famosa zona del Parque Jerudong, en las orillas del Mar del Sur de China, por lo que las habitaciones de los pacientes están al frente de una gran extensión de playas hermosas y privadas.
El hospital ofrece atención ambulatoria integral, así como amplios servicios de hospitalización, y dentro de la organización existe un centro cardíaco de primer nivel, gestionado conjuntamente con la organización Parkway Holdings de Singapur.